# Guido Süller
Guido Ramón Süller (Buenos Aires, Argentina,  13 de mayo de 1961) es un personaje mediático de la televisión, actor, arquitecto, profesor de inglés y excomisario de a bordo argentino. Hermano de la famosa vedette Silvia Süller y del exfutbolista Marcelo Süller.

## Trayectoria
Guido Suller estudió y se recibió de arquitecto durante los años 80.
Su debut en la televisión se produjo en 1985, con su participación en Música en Libertad, tras haber ganado un concurso de belleza., también ha participado en Feliz domingo, conducido por su ex cuñado Silvio Soldán. En 1988 fue secretario televisivo en Las Claves del Nueve y en el año 1989 trabajó en el programa de Susana Giménez, donde era uno de los Susanos, durando en ese oficio por tres meses. Tiempo después trabajó con Marcelo Tinelli formando parte del Grupo Gomazo, terminando su participación en su programa en 1991.
Luego de eso abandonó la TV por muchos años, en los que se dedicó a ejercer como comisario de a bordo. Con el ascenso mediático de su hermana, la vedette Silvia Süller, tuvo la oportunidad de volver a la televisión con apariciones en programas de chimento como Rumores, Intrusos en el Espectáculo, etc. opinando sobre asuntos de la farándula a fines de la década del '90. 
A partir del 2001 adquirió fama por sus comentarios directos y sus apariciones melodramáticas. Además, empezó a protagonizar peleas físicas y verbales con otros mediáticos como Jacobo Winograd, Mich Amed, Adriana Aguirre, Ricardo García, Oggi Junco, Torry y hasta su propia hermana. Fue también famoso por su famosa pelea en vivo con su supuesta novia Paulina y por sus asistentes.
En 2002 se desempeñó como panelista de Rumores junto a Jacobo Winograd y en ese mismo año fue invitado recurrente del programa ZapTV, donde ocurrieron la mayor parte de sus apariciones televisivas. 
Cuando ZapTV fue cancelado en 2003, sus apariciones comenzaron a ser cada vez más esporádicas. 
A fines de 2005 reaparecíó brevemente en los medios tras la escandalosa separación de su hermana Silvia con Claudio Ponce y en 2006 tuvo una aparición esporádica en el programa Acoso Textual, que conducía Horacio Cabak.
En octubre de 2007 volvió a aparecer en la televisión en varios programas, principalmente en Intrusos en el Espectáculo tras la polémica desatada por el ingreso de su sobrino Sebastián a la casa de GH5 y sus declaraciones. Además se lo vio en los medios tras la internación de su hermana Silvia que intentó suicidarse el 5 de noviembre de ese año. Guido acompañó a su hermana en todo momento, pese a que tiempo después ella se enojara con él.
Actualmente [¿cuándo?] se encuentra reconciliado con su hermana Silvia, con quien asistió como invitado a diversos programas durante el transcurso de 2008.
Guido Süller apadrinó el Festival de Teatro LGTB de Resistencia, Chaco, a fines de septiembre de 2008.
En junio de 2009 se vio involucrado en un nuevo escándalo, cuando estando como invitado en el programa que Susana Roccasalvo conduce en la señal de cable Canal 26, salió al aire, vía telefónica, un joven cordobés de 20 años llamado Tomás declarando, en vivo, que Guido era su padre. Süller reconoció rápidamente al muchacho señalando que nunca lo había conocido personalmente hasta hacía dos meses, tras haberse contactado vía Facebook, que sostenía una cordial relación con él y que posiblemente había sido concebido en una de las tantas relaciones sexuales que mantuvo con distintas mujeres en su juventud, cuando veraneaba en Córdoba. De todas formas señaló también que se hará un análisis de ADN para determinar si es verdaderamente su padre o no. Se realizaron dichas pruebas, y el resultado fue negativo.
Se jubiló como comisario de a bordo en 2015, tras afirmar que padece de uveítis.
Actualmente se encuentra como coconductor junto a Fede Popgold, Lucas Spadafora, Camila Mayan y Anita Espósito del programa de streaming Patria y Familia el cuál se emite por LuzuTV el cual es propiedad del conductor y empresario Nicolás Occhiato. 
Guido Süller ha encontrado el amor en Hernán Sanabria, un joven de 21 años oriundo de San Pedro de Jujuy. A pesar de los 42 años que los separan, la pareja ha demostrado que la edad no es un obstáculo cuando se trata de construir una relación sólida y sincera.

## Televisión
- 1985: Música en Libertad
- 1988: Las claves del nueve
- 1989: Hola Susana
- 1991: Ritmo de la noche
- 2002: Rumores
- 2002: Zap TV
- 2010: Un mundo perfecto
- 2015: Infama
- 2018: Pasado de copas
- 2021: El Gran Premio de la Cocina
- 2024: Patria y Familia streaming por Luzu TV
- 2024-2025: A la tarde

## Teatro
- 2012: La pulga en la oreja - Teatro Bauen junto a Violeta Lo Re, Tomasito Süller, Yanina Ponce y elenco-
- 2012: Black and White - Teatro Enrique Carreras junto a Mago Black, Gustavo Moro, Rocío Gancedo, Paula Ávila, Yamila Piñeyro, Ariel Pucheta, Yasmín Corti, Fiamma Curtosi, Leonardo Arellano y Santiago Palumbo.
- 2013: Hasta que la risa no se pare - Teatro La Campana de Mar del Plata junto a La Tota Santillán, Jacobo Winograd, Ayelén Paleo, Valeria Degenaro, Pocho La Pantera, Guillermo Gramuglia y Pablo Cabaleiro.
- 2016: De Rodillas, de Verano - Teatro "El Candil" - Mina Clavero, Córdoba - junto a Mariana Petracca, Martín Whitencamp, Ana Luna, Oscar Munner, Mariano Lanfranconi y Karen Castelli.
- 2016: Los fabulosos Süllerboys - Teatro "El Bombín" de La Plata junto a Martín Whitencamp, Oscar Munner, Gery Carrica y Camila Gasparini.
- 2016: Celda 14 - Teatro "El vitral" junto a Martín Whitencamp y Alan Yair.
- 2017: Un turco muy travieso - Teatro Casino del Río de Las Grutas, provincia de Río Negro, junto a Ergün Demir, Adriana Brodsky, Flavio Gastaldi, Silvia Spina, Antonella Pozzi y Julieta Pozzi. (Producción: Gustavo Benzaquen y Daniel Refosco)
- 2017 (Semana Santa) Con pecado conseGUIDO -  Teatro Casino del Río de Las Grutas, Provincia de Río Negro, junto a Oscar Munner. (Producción: Daniel Refosco - Técnica Joselito Amarillo)
- 2018: El rey de las pistolas - Teatro Casino del Río de Las Grutas, Provincia de Río Negro, junto a Valeria Degenaro, Oscar Munner, Camila Gasparini, Ernesto Bravo y Gonzalo Pradas. (Producción: Daniel Refosco y Bianca Refosco - Asistente de Producción: Victoria De Angelis - Técnica: Joselito Amarillo y Martin Vidondo)
- 2020: Divertidísimos - Teatro del Ángel de la ciudad de Mar del Plata junto a Gaby González, Pablo Linardi, Alejandro Vidal, Isabella Jones, Maldito Peke, Betina Puggioni y Natalia Urban.
- 2020: Very Japy Show - Multiespacio Galería Coral (Sala1) de Villa Carlos Paz junto a Marcelo El Coto, Mayra Ibáñez, Tomasito Suller y Alejandro Abel - Producción general Marcelo El Coto.